# Sarichioi
Sarichioi là một xã thuộc hạt Tulcea, România. Dân số thời điểm năm 2002 là 7593 người.